# Euamiana
Euamiana é um gênero de traça pertencente à família Arctiidae.